# いちばん星み〜つけた
「いちばん星み〜つけた」（いちばんぼしみ〜つけた）は、水森亜土のシングル。河岸亜砂作詞、菊池俊輔作曲。

## 概要
フジテレビおよび系列各局で放送されたテレビアニメ『Dr.スランプ アラレちゃん』の第128話から第173話（1983年9月28日‐1984年9月12日）までのエンディング、劇場版『Dr.スランプ アラレちゃん ほよよ!ナナバ城の秘宝』のエンディング。カップリング曲には、「オボッチャマンでございます」が収録されている。「オボッチャマンでございます」は157話の挿入歌として使われた。「Dr.スランプアラレちゃん全曲集 Soundtrack」や「Dr.スランプアラレちゃん」めちゃんこベスト24」「菊池俊輔 作曲50周年 CD-BOX」にも同曲が収録されている。

## 収録曲
1. いちばん星み〜つけた
歌：水森亜土
作詞：河岸亜砂、作曲：菊池俊輔、編曲：たかしまあきひこ
2. オボッチャマンでございます
歌：堀江美都子
作詞：くのたかし、作曲：菊池俊輔、編曲：たかしまあきひこ